# Ступочки
Ступочки (укр. Ступочки) — село в Константиновской городской общине Краматорского района Донецкой области Украины.

## Общие сведения
Население по переписи 2001 года составляло 89 человек. Почтовый индекс — 85161. Телефонный код — 6272.